# About Face - Dietro il volto di una top model
About Face - Dietro il volto di una top model (About Face - Supermodels Then and Now) è un film documentario del 2012 diretto, scritto e prodotto da Timothy Greenfield-Sanders.

## Trama
Il film, attraverso la ricostruzione offerta da vari addetti ai lavori, ripercorre la vita e la carriera di molte supermodel del passato.
Le modelle Carmen Dell'Orefice, Isabella Rossellini, Jerry Hall, Christie Brinkley, Bethann Hardison, China Machado, Marisa Berenson, Carol Alt, Paulina Porizkova, Pat Cleveland, Beverly Johnson, Lisa Taylor, Christy Turlington, Karen Bjornson, Kim Alexis, Dayle Haddon, Esme Marshall, Cheryl Tiegs, Nancy Donahue, parlano di loro stesse.
Con interventi dello stilista Calvin Klein, della fashion editor Jade Hobson, della fondatrice dell'agenzia Ford Models Eileen Ford, e dell'hair stylist Harry King.

## Distribuzione
Il film è stato presentato al Sundance Film Festival il 22 gennaio 2012 ed è stato distribuito nelle sale americane il 23 luglio 2012.
In Italia è uscito il 24 settembre 2012.
Disponibile in DVD nella collana Feltrinelli Real Cinema, con allegato il libro di Luca Scarlini: "Modelle: una vita in scena".